# (5460) Tsénaatʼaʼí
(5460) Tsénaatʼaʼí es un asteroide perteneciente al cinturón de asteroides descubierto el 12 de enero de 1983 por Brian A. Skiff desde la Estación Anderson Mesa (condado de Coconino, cerca de Flagstaff, Arizona, Estados Unidos).

## Designación y nombre
Designado provisionalmente como 1983 AW. Fue nombrado Tsénaatʼaʼí que en el idioma navajo, significa el movimiento del planeta menor a través del espacio y reconoce la contribución de la cultura y el idioma navajo al norte de Arizona.

## Características orbitales
Tsénaatʼaʼí está situado a una distancia media del Sol de 2,232 ua, pudiendo alejarse hasta 2,608 ua y acercarse hasta 1,857 ua. Su excentricidad es 0,168 y la inclinación orbital 3,673 grados. Emplea 1218,70 días en completar una órbita alrededor del Sol.

## Características físicas
La magnitud absoluta de Tsénaatʼaʼí es 14,4. Tiene 3,458 km de diámetro y su albedo se estima en 0,338. 